# 首都圏の近郊整備地帯及び都市開発区域の整備に関する法律
首都圏の近郊整備地帯及び都市開発区域の整備に関する法律（しゅとけんのきんこうせいびちたいおよびとしかいはつくいきのせいびにかんするほうりつ、昭和33年4月28日法律第98号）は、首都圏の近郊整備地帯に計画的に市街地を整備することに関する日本の法律である。通称は、首都圏近郊整備法。
首都圏の近郊整備地帯に計画的に市街地を整備し、都市開発区域を工業都市、住居都市その他の都市として発展させることを目的として定められた。

## 構成
第一章　総則（第一条―第三条）
第二章　工業団地造成事業等
　第一節　工業団地造成事業（第三条の二―第十七条）
　第二節　施行計画及び処分管理計画（第十八条・第十八条の二）
　第三節　造成敷地等の処分及び管理等（第十九条―第二十六条）
　第四節　補則（第二十六条の二―第三十条の三）
第三章　雑則（第三十一条―第三十五条の三）
第四章　罰則（第三十六条―第四十条）
附則